# گیم‌زون
گیم‌زون (به انگلیسی: GameZone) یک وب‌گاه نقد و بررسی تخصصی بازی‌های ویدئویی است که در سال ۱۹۹۴ در ایالات متحده آغاز به کار نمود.
نقد و بررسی تخصصی بازی‌های ویدئویی، جدیدترین اخبار بازی‌های ویدئویی پیرامون تاریخ عرضه، مصاحبه با سازندگان، معرفی کدهای تقلب بازی‌ها، فراهم‌آوری محیط پرسش و پاسخ از ویژگی‌های این وب‌گاه بازی‌های ویدئویی است.